# Moltke család
A Moltke család Mecklenburgból származik és Németországban illetve Skandinávia országaiban élnek a tagjai, akiket főleg sertéstenyésztőként, magas rangú katonatisztként és jelentős földtulajdonosként tartották számon. A család a 13. század közepén élt Fridericus Meltiko mecklenburgi lovagtól származik.

## A család nevezetes tagjai
- Adam Wilhelm Moltke (1785–1864) mecklenburgi származású dán politikus, 1848–1852-ig Dánia miniszterelnöke
- Maximilian Leopold Moltke (1819–1894), az erdélyi szász himnusz (Siebenbürgenlied) szövegének írója
- Helmuth Karl Bernhard von Moltke (1800–1891) gróf, vezértábornagy, az „idősebb Moltke”, 1858–1871-ig a porosz királyi haderő vezérkari főnöke
- Helmuth Johannes Ludwig von Moltke (1848–1916) vezérezredes, az „ifjabb Moltke”, (az „idősebb Moltke” unokaöccse), 1906–1916-ig a német császári haderő vezérkari főnöke
- Friedrich von Moltke (1852–1927), Kelet-Poroszország tartományi elnöke (Oberpräsident), a porosz belügyminiszter, az „ifjabb Moltke” öccse
- Helmuth James von Moltke (1907–1945) gróf, antifasiszta ellenálló a Harmadik Birodalomban, az „idősebb Moltke” kisunokaöccse